# Яблоново-Конти
Яблоново-Конти (пол. Jabłonowo-Kąty) — село в Польщі, у гміні Соколи Високомазовецького повіту Підляського воєводства.
Населення — 78 осіб (2011).

## Демографія
Демографічна структура станом на 31 березня 2011 року:
|          | Загалом | Допрацездатний вік | Працездатний вік | Постпрацездатний вік |
| -------- | ------- | ------------------ | ---------------- | -------------------- |
| Чоловіки | 41      | 10                 | 24               | 7                    |
| Жінки    | 37      | 7                  | 20               | 10                   |
| Разом    | 78      | 17                 | 44               | 17                   |